# Galt (Missouri)
Galt és una població dels Estats Units a l'estat de Missouri. Segons el cens del 2000 tenia 275 habitants.

## Demografia
Segons el cens del 2000, Galt tenia 275 habitants, 122 habitatges, i 71 famílies. La densitat de població era de 366,1 habitants per km².
Dels 122 habitatges en un 31,1% hi vivien nens de menys de 18 anys, en un 43,4% hi vivien parelles casades, en un 12,3% dones solteres, i en un 41,8% no eren unitats familiars. En el 36,9% dels habitatges hi vivien persones soles el 18,9% de les quals corresponia a persones de 65 anys o més que vivien soles. El nombre mitjà de persones vivint en cada habitatge era de 2,25 i el nombre mitjà de persones que vivien en cada família era de 2,93.
Per edats la població es repartia de la següent manera: un 27,3% tenia menys de 18 anys, un 9,5% entre 18 i 24, un 25,8% entre 25 i 44, un 21,1% de 45 a 60 i un 16,4% 65 anys o més.
L'edat mediana era de 38 anys. Per cada 100 dones de 18 o més anys hi havia 81,8 homes.
La renda mediana per habitatge era de 24.375 $ i la renda mediana per família de 26.667 $. Els homes tenien una renda mediana de 27.386 $ mentre que les dones 17.000 $. La renda per capita de la població era de 10.493 $. Entorn del 18,9% de les famílies i el 23,7% de la població estaven per davall del llindar de pobresa.

## Poblacions més properes
El següent diagrama mostra les poblacions més properes.